# 物竞天择 (游戏)
《物竞天择》是电脑游戏《半条命》的一个模组，是少數融合了第一人称射击游戏（FPS）和即时战略游戏（RTS）的游戏。
游戏制作者为Charlie "Flayra" Cleveland，之後他創立了Unknown Worlds Entertainment公司。《物競天擇》v1在2002年万圣节首次公开发行，目前最新的版本是v3.2。《物競天擇2》在《物競天擇》發行十週年的2012年萬聖節發行了。
游戏有2种阵营：Kharaa（為外星物種）和Frontiersmen（拓荒者，為人类太空陆战队）。外星人對抗人类是一个非常普遍的科幻题材，例如游戏《星海爭霸》和1986年的电影《异形》等。故事主线中我們看到的Kharaa「单位」只是真正Kharaa（外星生物）裡极其微小的部分而已。
在2008年度的GameSpy中，《物競天擇》是十大最多人玩的戰慄時空遊戲之一。
2014年1月22日，Unknown Worlds在GPLv3條款的授權之下公布了《物競天擇》的原始碼於GitHub，以供全球愛好《物競天擇》的玩家下載。

## 遊戲玩法

### 簡介
《物竞天择》融合了第一人稱射擊與即時戰略的特點，讓陸戰隊對抗外星生物（也就是「Kharaa」），主要以第一人稱視角進行於太空船或太空站等氣壓大的地圖中，而這些地圖都有被Kharaa入侵過的痕跡。
《物竞天择》有兩種遊戲模式：經典（Classic）模式和戰鬥（Combat）模式。

### 經典模式
經典模式是《物競天擇》最原始的遊戲模式，它混合了第一人稱射擊遊戲和即時戰略遊戲的元素。

#### 獨特之處：陸戰隊指揮官
《物競天擇》是首先納入「指揮官」的多人第一人稱射擊遊戲之一，指揮官在戰場中的視角基本上是2D的，亦即從正上方向下看的視角。陸戰隊中的其中一人必須進入「命令控制臺」（Command console）帶領隊友，因此成為「指揮官」（Commander，通常簡稱為Comm）。透過命令控制臺，指揮官可以購買升級、發布行進命令和發放補給品－－都是透過正上方的視角進行操作，就像許多其他的即時戰略遊戲一樣。指揮官還可以放置建築物，但由於這些建築物尚未啟動，除非有隊友在其周圍幫忙建造，建築物才能開始運作。這種角色有點類似《全球行動》（Global Operations）的情報人員。類似的「指揮官」模式也可以在Starsiege: Tribes、《戰地風雲2》以及《戰慄時空2》的模組Empires中看到。

#### 外星生物陣營
外星生物陣營中沒有界定的領導者，所以成員們一定要溝通並合作以確保不同的角色都能根據需要而得到滿足。外星生物陣營只有一種「建造者類型」－－Gorge能夠建造大量的建築物。Gorge可以選擇建造三種不同的「提升」（Upgrade）腔（chamber）：運動腔（Movement chamber）、防禦腔（Defense chamber）和感應腔（Sensory chamber），每種腔分別提供三種不同每個外星生物都能獲得的能力。Gorge還可以建造攻擊腔（Offense chamber）以遠距離傷害陸戰隊成員，也可以建造資源塔（Resource tower）。當資源噴氣口（Resource nozzle）接上資源塔，所取得的資源會平均分給所有外星生物。每個外星生物可以選擇如何運用它個人儲備的資源點數：建造建築物（作為一隻Gorge）或孕育成更高等的生命體。在生命體或建築物死亡的當下，已付出的資源點數不會退還。異形可利用異形巢使他們不受任何牆壁和建築物擋到地看到隊友位置，這系統本來使異形有一定地理認知優勢。但在後來的一個更新，令兩隊都可以使用地圖功能，地圖上顯示全場地形、己方建築物、被偵測到的敵方建築物、和守到攻擊的區域。
異形會先在地圖上隨機選擇三個之中的一個異形巢出生。己完成異形巢會治療隊友的傷害和復活死亡異形。陸軍隊的出生地則在地圖預設的位置，建立步兵門（Infantry Portals）後則由此出生。陸軍可使用指揮官給予的補給得到治療和彈藥（需消耗資源），或從軍械庫（Armory）免費得到。

#### 目標與勝利條件
兩隊會為了搶到更多資源（resources）而盡快搶到更多領地。資源可從資源塔（resource towers）由資源管（nozzles）取得。兩隊儲存資源的方式非常不同，陸軍隊的資源庫是公有物，異形的則每個人各自儲存使用。因此異形更需要合作無間地控制各種建築物的數量。
當其中一隊的生存條件被破壞則遊戲結束。陸軍隊需擊斃所有異形巢確保無異形能復生，再殺光他們。異形則需要破壞所有步兵門確保無陸軍能復生，再殺光他們。另外的可能性有：破壞指揮椅、在未完成的異形巢完成前擊斃所有已完成的，再殺光所有異形。

#### 遊戲持續時間與實力平衡的改進
遊戲時間長短不定。在第一版本，通常進展援慢，超過一小時，第二版主要就是為了消除此不足。現時最新第三版約消耗十五到三十分鐘，但都有超過一小時的可能，比如當雙方的勢力差不多的時候。
由於陸軍和異形的定位差距遠，平衡雙方實力是非常困難。因此幾乎每一次更新都是為了平衡而設，通常靠更改一些數值如：攻擊力、建築所需時間。

### 戰鬥模式
戰鬥模式即戰鬥模式，適合新手入門。由3.0開始存在，是為了新手玩家可在更容易的環境學習橾作異形。
兩隊也不能建立建築物，陸軍隊沒有指揮官，異形只有一個異形巢。每一位玩家都有經驗數值，提升方法有：殺敵／修補或傷害指揮椅或異形巢／治療隊友。當玩家經驗值滿時，會提升一級，再回到0。升級給予玩家1技能點，可用技能點提升／獲得更多裝備和能力。（異形則可變成更厲害的種類）最高等級是10，最多可有9點。不過有很多伺服器都有提高最大等級（ExtraLevels 3），最多可達100級，由此得到更多技能點。
當低級玩家接近高級玩家時，可藉高級玩家殺敵得到經驗，俗稱「吸經」。
現時已有很多更新可測試版使遊戲更有趣，同時平衡實力。最新版令管理員可更改最大遊戲時間。時間限制令陸軍隊通常負責攻擊方，超越時間限制會使攻擊方輸掉，但卻生出「一些人守在基地不走的」問題。

## 伺服器修改
《物競天擇》是《戰慄時空》其中一個最受歡迎的模組 （页面存档备份，存于），大型圈子利用Plug-in為遊戲增加不少功能。

### 機器人玩家伺服器
這些伺服器通常用作訓練新手。大部分伺服器中，玩家只可參與陸軍隊。只有機器人玩家伺服器提供指揮官實戰訓練，因為在普通伺服器內，玩家通常會踼出新手指揮官，因為指揮官擔任重要的職責，是勝負關鍵。然而，機器人的智慧低，因此提升玩家能力的功效有限。 異形隊通常都輸，除非只有兩三個陸軍玩家。很多老手相信WhichBot的Skulks是最好的射擊訓練對手，因為他們的行動極難預計，而且攻擊頻率很高，當他們攻擊玩家時，用輕步槍難以逃脫。

## 玩家個人修改
在《物競天擇》圈子中提供不少個人化的聲音、圖像、遊戲內玩家模型等檔案下載。每個人都可更改遊戲表層內容使遊戲更有個人風格，不過別的玩家看不到你的更改。不過，有些一利用修改功能作弊，使牆壁變成透明，看到敵人，伺服器可設定mp_consistency指令防止。
有些人會以包裹方式分享自己的修改。
內容通常修改異形／陸軍指揮官的平视显示器、瞄準十字、小地圖或玩家、地圖和武器樣式，包裹方式大多以同一主題修改所有檔案。例如特殊部隊包裹和異獸戰包裹。

## 比賽
《物競天擇》的玩家傳統團體常以6VS6方式對戰。團體戰和普通的目標一樣，消滅敵隊。當其中一隊勝出後，兩隊更換位置（異形和陸軍），如果結果是一比一，會視為和局，淘汰賽則會再玩多一局。
雖然受歡迎度永遠超不過絕對武力，但Natural Selection也有一定規模的比賽圈子和玩家團體。

## 中文化
《物竞天择》本身不支援UTF-8编码，因此游戏中无法显示以及输入汉字。2007年中国大陸的《物竞天择》玩家Mad Cat率先透過修改显示界面文字的檔案（font_arial.spr和font_arialsmall.spr），使得游戏界面中可以显示100多个简体汉字，并做成中文化包。

## 續作
《物競天擇2》是《物競天擇》的續作。《物競天擇2》使用自行开发的遊戲引擎，使用OpenGL，将会支持Mac OS X和Linux。《物競天擇2》的基本玩法和《物競天擇》一樣，添加新武器和能力。将会使用Steam。根據對遊戲監製Charlie Cleveland（Flayra）所說，會連貫第一作和推出黑暗和更密的遊戲環境。一些玩家自製遊戲方式（如陸戰隊對抗陸戰隊）成為官方模式。

## 外部連結
- （英文）《物競天擇》官方網站 （页面存档备份，存于）
- （英文）《物競天擇》的頁面 （页面存档备份，存于）於Mod DB